# Hank Williams (cestista)
Henry Williams, detto Hank (Norristown, 28 aprile 1952), è un ex cestista statunitense, professionista nella ABA.

## Carriera
Venne selezionato dai New York Knicks al sesto giro del Draft NBA 1975 (100ª scelta assoluta).